# Транспорт Андорри
Транспорт Андорри представлений автомобільним  та повітряним , у населених пунктах  та у міжміському сполученні діє громадський транспорт пасажирських перевезень. Площа країни дорівнює 468 км² (196-те місце у світі). Форма території країни — компактна; максимальна дистанція з півночі на південь — 26 км, зі сходу на захід — 31 км. Географічне положення Андорри дозволяє країні контролювати транспортний шлях між Іспанією та Францією через перевал Енваліра за Пас-де-ла-Касою у Східних Піренеях.

## Автомобільний
Загальна довжина автошляхів у Андоррі, станом на 2008 рік, дорівнює 320 км (203-тє місце у світі). Перша дорога, що сполучає країну з Іспанією, була побудована 1911 року, а з Францією — 1933. Головна дорога на північ (до Франції) проходить через перевал Енваліра, який знаходиться на висоті 2409 метрів, однак який відкритий цілий рік, оскільки він має тунель. Дві головні дороги з Андорри‑ла‑Вельї — CG‑1 до іспанського кордону та CG‑2 до французького через тунель Енваліра біля Пас‑де‑ла‑Каса.
Взимку головні дороги в Андоррі зазвичай швидко розчищають, і тому вони залишаються доступними, а головні дороги з Андорри на французькій стороні (RN‑20 та RN‑22) навпаки інколи перекриваються лавинами. Інші головні дороги з Андорри‑ла‑Вельї — CG‑3 та CG‑4 до Аркалісу та Палу відповідно. Другорядні дороги та стежки також перетинають кордон, але вони інколи закриті взимку через глибокий сніг.

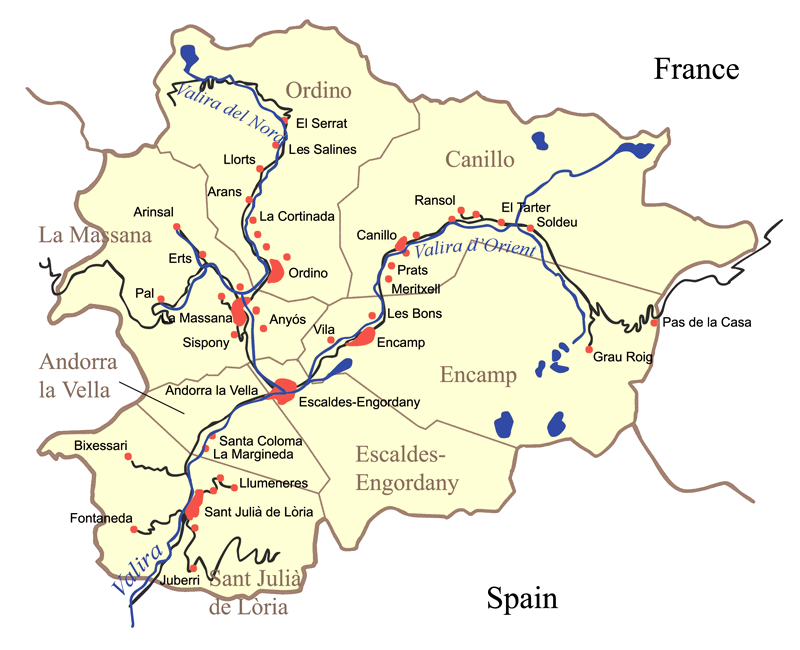
Карта-схема автомобільних шляхів Андорри
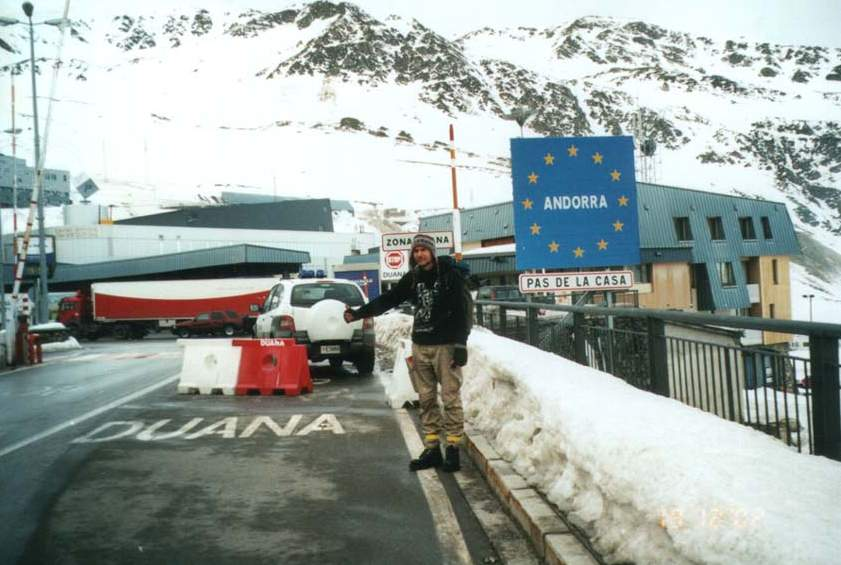
На перевалі Енваліра
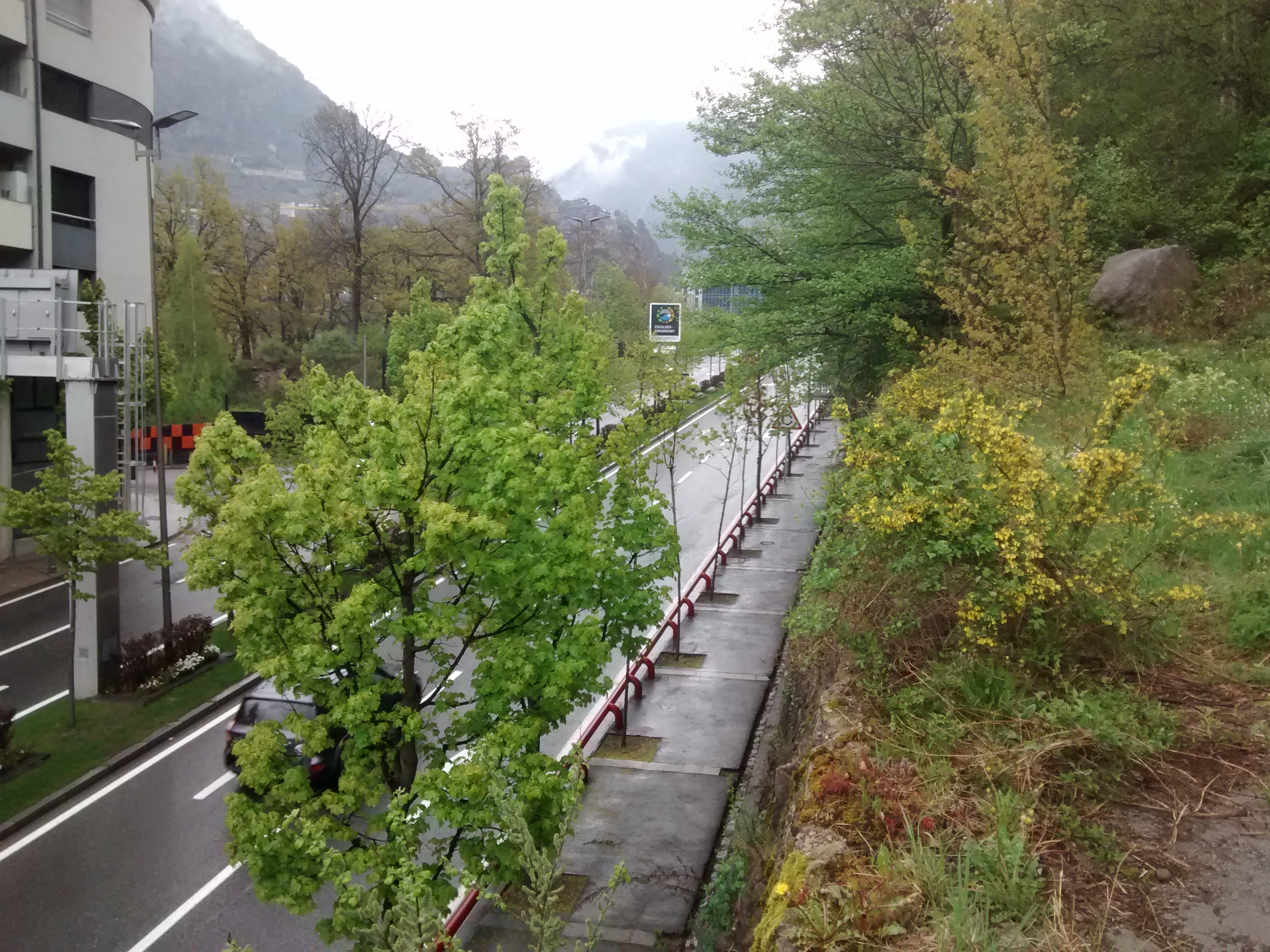
Головний автошлях країни CG-2
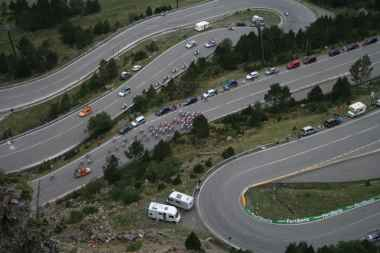
Гірський серпантин в Ордіно
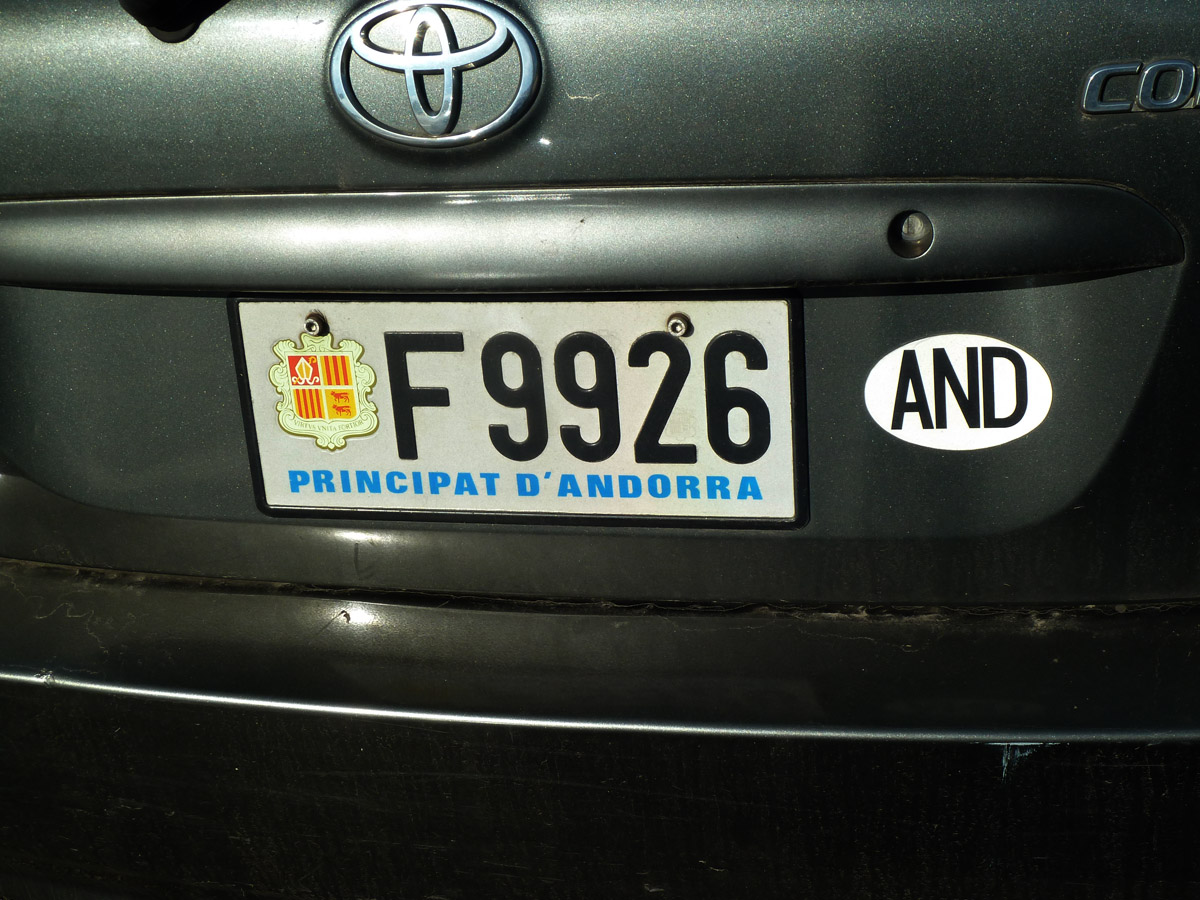
Номерні знаки Андорри

## Залізничний

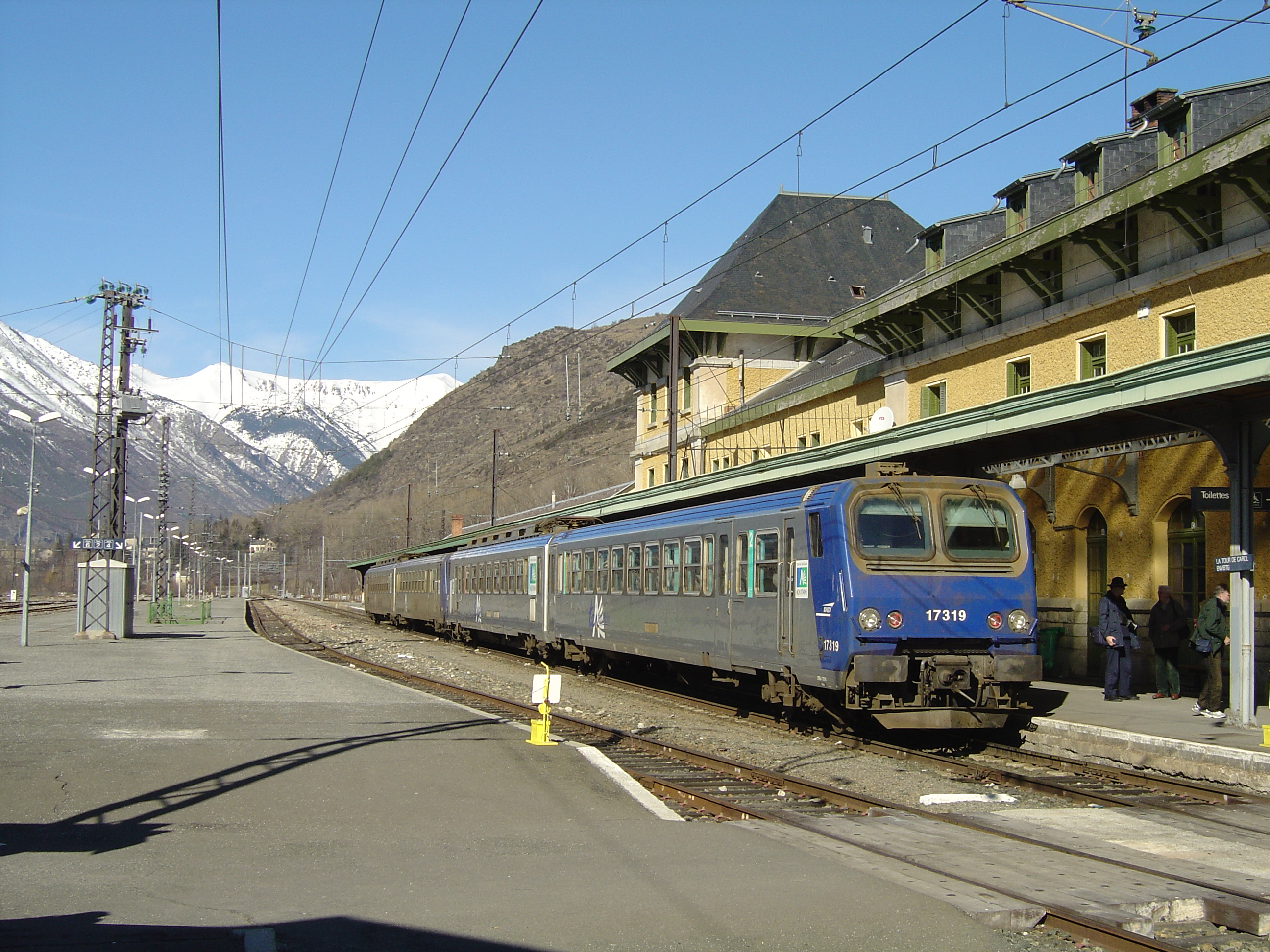
Поїзд на станції Латур‑де‑Кароль (Франція), одна з двох станцій, які обслуговують Андорру

У самій Андоррі залізниці відсутні, але на її кордоні проходить залізнична лінія завдовжки 2 км, що з'єднує Латур‑де‑Кароль і Тулузу і з'єднується з французькою TGV в Тулузі. Дві станції у Франції з'єднані автобусним сполученням до Андорри‑ла‑Вельї — Л'Оспітале‑пре‑л'Андорр, що обслуговується SNCF, та Латур‑де‑Кароль, що обслуговується і лінією SNCF до Тулузи і іспанською лінією RENFE до Барселони.
2004 року місцевим урядом була запропонована нова мережа громадського транспорту «Метро Аері». Однак її ще не збудовано. Це мала бути мережа надземного метро, яке б курсувало над міською річкою.

## Повітряний

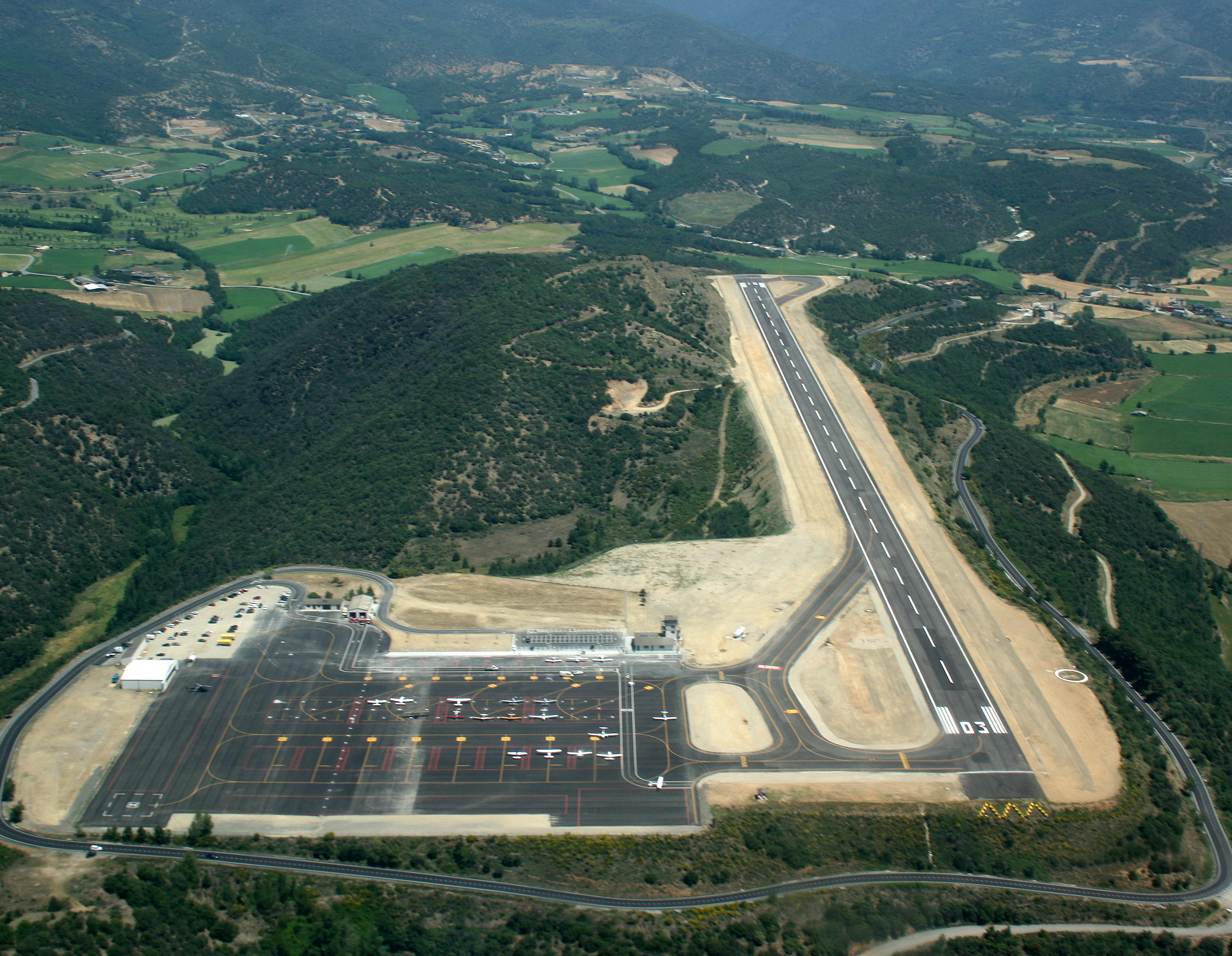
Аеропорт Піренеї — Ла‑Сеу‑д'Уржел (Іспанія)

У Андоррі аеропорти відсутні. Однак, в країні є 3 вертодроми (Арінсаль, Ла‑Массана, Ескальдес-Енгордань), які забезпечують комерційні гелікоптерні перевезення. Найближчі аеропорти знаходяться за 156 км в Перпіньяні (Франція) та за 160 км у Льєйді (Іспанія). Найближчі міжнародні аеропорти — за 165 км в Тулузі (Франція) та за 215 км у Барселоні (Іспанія). Діють щогодинні автобусні маршрути з обох аеропортів до Андорри. Для обслуговування Андорри та Піренейського регіону в Ла-Сеу-д'Уржелі (Іспанія) за 12 км від іспанського кордону і за 24 км від Андорри‑ла‑Вельї збудовано міжнародний аеропорт Піренеї — Ла‑Сеу‑д'Уржель (LEU).
У країні не створено жодної національні авіакомпанії, іспанські авіакомпанії Ейр Андорра (Air Andorra) та Андорра Ейрлайнс (Andorra Airlines; AEN) базуються в аеропорту Ла‑Сеу‑д'Уржеля.
Андорра є членом Міжнародної організації цивільної авіації (ICAO). Згідно зі статтею 20 Чиказької конвенції про міжнародну цивільну авіацію 1944 року, Міжнародна організація цивільної авіації для повітряних суден країни, станом на 2016 рік, закріпила реєстраційний префікс — C3, заснований на радіопозивних, виділених Міжнародним союзом електрозв'язку (ITU).

## Міський громадський
Автобуси є основним громадським транспортним засобом. Вони виконують регулярні рейси до Ла‑Сеу‑д'Уржель і Барселони в Іспанії та до Перпіньяну у Франції. Є також декілька канатних доріг, головна з яких курсує між Енкампом та озером Енголастерс. Автобусна мережа покриває всю столичну зону і багато сільських населених пунктів. Автобуси ходять з інтервалом в півгодини або й частіше під час туристичного сезону. Також є автобусне сполучення з Барселоною, аеропортом Барселони, Реусом, Тарраґоною, Тулузою та аеропортом Тулузи. До Барселони чи Тулузи дорога займає близько 3 годин. Автобуси також курсують до аеропорту Жирона і до Португалії через Льєйду. Загалом, автобусні служби належать приватним компаніям, однак деякі місцеві служби — державні. Приватними автобусними службами є:
- Автокарс Надаль,
- Каміно Бас,
- Кооператіва Інтербана Андоррана,
- Євролайнз,
- Іспано Андоррана,
- Нователь.

## Державне управління
Держава здійснює управління транспортною інфраструктурою країни через міністерство державних справ, транспорту і телекомунікації. Станом на 30 грудня 2015 року міністерство в уряді Антоні Марті Петіта очолював Жорді Алькобе Фонт.

### Українською
- Атлас. 10-11 клас. Економічна і соціальна географія світу / упорядники :  О. Я. Скуратович, Н. І. Чанцева. — К. : ДНВП «Картографія», 2010. — ISBN 978-966-475-639-3.
- Атлас світу / голов. ред. І. С. Руденко ; зав. ред. В. В. Радченко ; відп. ред. О. В. Вакуленко. — К. : ДНВП «Картографія», 2005. — 336 с. — ISBN 9666315467.
- Безуглий В. В. Економічна і соціальна географія зарубіжних країн : Навчальний посібник. — К. : ВЦ «Академія», 2007. — 704 с. — ISBN 978-966-580-239-6.
- Безуглий В. В., Козинець С. В. Регіональна економічна і соціальна географія світу : Навчальний посібник. — видання 2-ге, доп., перероб. — К. : ВЦ «Академія», 2007. — 688 с. — ISBN 966-580-144-9.
- Дахно І. І. Країни світу: Енциклопедичний довідник / І. І. Дахно, С. М. Тимофієв. — К. : Мапа, 2011. — 606 с. — (Бібліотека нового українця) — ISBN 978-966-8804-23-6.
- Дахно І. І. Економічна географія зарубіжних країн : навчальний посібник. — К. : Центр учбової літератури, 2014. — 319 с. — ISBN 978-611-01-0682-5.
- Дорошенко В. І. Географія транспорту : Навчальний посібник / В. І. Дорошенко, К. Д. Діденко. — К. : Київський нац. ун-т ім. Т. Шевченка, 2010. — 183 с. — ISBN 978-966-439-329-1.
- Дубович І. А. Країнознавчий словник-довідник. — 5-те вид., перероб. і доп. — К. : Знання, 2008. — 839 с. — ISBN 978-966-346-330-8.
- Економічна і соціальна географія країн світу : Навчальний посібник / За ред. С. П. Кузика. — Л. : Світ, 2002. — 672 с. — ISBN 966-603-178-7.
- Зарубіжна транспортна географія : навчальний посібник / уклад. : Петрашевський О. Л. и др. — К. : Національний транспортний університет, 2015. — 95 с. — ISBN 978-966-632-227-5.
- Юрківський В. М. Регіональна економічна і соціальна географія. Зарубіжні країни : Підручник. — К. : Либідь, 2001. — 416 с. — ISBN 966-06-0092-5.

### Англійською
- (англ.) Modern Transport Geography / Hoyle, B. and R. Knowles (eds). — Second Edition,. — London : Wiley, 1998.
- (англ.) Rodrigue, J-P. The Geography of Transport Systems. — Fourth Edition. — N. Y. : Routledge, 2017. — 440 с. — ISBN 978-1138669574.
- (англ.) Taaffe E. J., Gauthier H. L. and O'Kelly M. E. Geography of transportation. — Second Edition. — N. Y. : Prentice Hall, 1996. — ISBN 0-13-368572-1.
- (англ.) Black, W. Transportation: A Geographical Analysis. — N. Y. : Guilford, 2003.

### Російською
- (рос.) Максаковский В. П. Географическая картина мира. Книга I: Общая характеристика мира. — М. : Дрофа, 2008. — 495 с. — ISBN 978-5-358-05275-8.
- (рос.) Максаковский В. П. Географическая картина мира. Книга II: Региональная характеристика мира. — М. : Дрофа, 2009. — 480 с. — ISBN 978-5-358-06280-1.
- (рос.) Физико-географический атлас мира. — М. : Академия наук СССР и главное управление геодезии и картографии ГГК СССР, 1964. — 298 с.
- (рос.) Шаповал Н. С. Транспортная география и транспортные системы мира : учебное пособие. — К. : Центр учбової літератури, 2006. — 188 с. — ISBN 000-0000-00-4.
- (рос.) Экономическая, социальная и политическая география мира. Регионы и страны / под ред. С. Б. Лаврова, Н. В. Каледина. — М. : Гардарики, 2002. — 928 с. — ISBN 5-8297-0039-5.
- (рос.) Энциклопедия стран мира / глав. ред. Н. А. Симония. — М. : НПО «Экономика» РАН, отделение общественных наук, 2004. — 1319 с. — ISBN 5-282-02318-0.